# Aaron Himelstein
Aaron Himelstein, född 10 oktober 1985 i Buffalo Grove i Illinois, är en amerikansk skådespelare, som är mest känd för att spela rollen som den yngre versionen av Austin Powers i Austin Powers in Goldmember och Friedman (Luke Girardis bästa vän) i Mellan himmel och jord (engelska: Joan of Arcadia). Han har också gjort en del insatser som gästskådespelare i TV-serier som Amors pilar, Boston Public, North Shore, House och Community, samt medverkat i filmer som High Fidelity, Captain America: The Winter Soldier (i USA mer känd som Captain America: The Winter Soldier) och Avengers: Age of Ultron.
Himelstein har under en period dejtat skådespelerskan, sångerskan och modellen Leighton Meester, som var en av hans motspelare i filmen Remember the Daze år 2007.

## Filmografi (i urval)

### Filmer
- 2000 – High Fidelity
- 2002 – Austin Powers in Goldmember
- 2006 – Fast Food Nation
- 2006 – All the Boys Love Mandy Lane
- 2007 – Remember the Daze
- 2008 – The High School Conspiracy (i USA mer känd som Assassination of a High School President)
- 2008 – The Informers
- 2014 – Captain America: The Winter Soldier (i USA mer känd som Captain America: The Winter Soldier)
- 2015 – Avengers: Age of Ultron

### TV-serier
- 1999 – Amors pilar (TV-serie)
- 2002 – Do Over (TV-serie)
- 2003 – Boston Public (TV-serie)
- 2003–2005 – Mellan himmel och jord (TV-serie)
- 2004 – North Shore (TV-serie)
- 2004 – House (TV-serie)
- 2006 – Las Vegas (TV-serie)
- 2007 – Journeyman (TV-serie)
- 2009 – Community (TV-serie)
- 2013–2014 – The Legend of Korra (TV-serie) (röstroll)
- 2017 – Rosewood (TV-serie)
- 2017 – The Chosen (TV-serie)
- 2019 – Love, Death & Robots (TV-serie) (röstroll)